# سسک سینه‌زرد
سسک سینه‌زرد (نام علمی: Phylloscopus montis)، گونه‌ای از سسکان جهان قدیم از خانواده Phylloscopidae است که در اندونزی، مالزی و جزیره پالاوان در فیلیپین یافت می‌شود. این گونه بیشتر در جزایر سوماترا و بورنئو در اندونزی رایج است. زیستگاه‌های طبیعی آن جنگل‌های جلگه‌ای نمناک نیمه‌گرمسیری یا گرمسیری و جنگل‌های کوهستانی نمناک نیمه‌گرمسیری یا گرمسیری است.
سسک سینه‌زرد دارای طیف گسترده و اندازه جمعیت پایداری است. از دیدگاه زیست‌شناسی حفاظتی، این گونه به عنوان یکی از کمترین نگرانی‌ها طبقه‌بندی می‌شود، به این معنی که به نظر نمی‌رسد در حال حاضر در معرض خطر انقراض یا آسیب‌پذیر باشد.